# كارولين راسيل كومبتون
كارولين راسيل كومبتون (بالإنجليزية: Caroline Russell Compton)‏ هي رسامة أمريكية، ولدت في 10 يناير 1907 في فيكسبيرغ في الولايات المتحدة، وتوفيت في 1 أغسطس 1987.